# Ipuia
Ipuia war ein hoher altägyptischer Beamter am Ende der 18. oder am Beginn der 19. Dynastie. Er ist vor allem von seinem Grab in Sakkara bekannt, das am Beginn des 20. Jahrhunderts ausgegraben wurde.
Ipuia trug den Titel Oberster der Goldschmiede und war damit sicherlich einer der führenden Beamten in den königlichen Werkstätten in Memphis. Seine Gemahlin hieß Nefertari.
Sein Grab fand sich bei der Teti-Pyramide in Sakkara, wo zahlreiche Grabanlagen des Neuen Reiches ausgegraben werden konnten. Von seinem Grab fanden sich meist nur noch einzelne Blöcke. Gut erhalten ist die Grabstele, die Ipuia vor Osiris und Harachte zeigt und einen Hymnus an Re trägt. Eine weitere Stele zeigt ihn und seine Frau vor Osiris sowie die beiden sitzend mit ihren Kindern. Ein einzelner Block zeigt eine Werkstatt in der verschiedene Dinge, wie ein Streitwagen oder eine Stele, produziert werden. Bemerkenswert ist der untere Teil einer Wand, die die Züchtung von Pferden zeigt. Reste einer weiteren Wand zeigen Begräbnisfeierlichkeiten um einen See.